# Ron Jans
Ron Jans (Zwolle, 29 september 1958) is een Nederlands voetbaltrainer en voormalig voetballer. Hij speelde als linksbuiten voor PEC Zwolle, FC Groningen, Roda JC, Mazda Sport en Veendam en was als trainer onder andere eveneens verbonden aan FC Groningen en PEC Zwolle. Later werkte hij nog voor sc Heerenveen, FC Cincinnati, FC Twente en FC Utrecht, waar hij op 6 september 2023 een contract tekende tot medio 2025.

## Carrière

### Jeugd en voetballoopbaan
Jans eerste voetbalervaring deed hij op bij de Zwolse amateurclub SV Zwolle. Zijn talent werd onderkend door PEC Zwolle dat hem als jeugdspeler wist aan te trekken. In het seizoen 1976-77 maakte Jans zijn debuut in het eerste elftal van PEC Zwolle dat toen in de Eerste divisie speelde. Met Jans reikte PEC tot de tweede plaats. Een jaar later werd PEC kampioen en promoveerde naar de Eredivisie. Jans speelde nog vier seizoenen met PEC in de eredivisie en verhuisde in de zomer van 1982 naar FC Groningen.
Als speler van FC Groningen scoorde hij in 1983 een tweetal legendarische clubgoals. Op 23 januari 1983 tijdens de competitiewedstrijd tegen Ajax maakte hij in de slotseconden de gelijkmaker (5–5), nadat Groningen een paar minuten daarvoor nog met 5–3 achterstond, en eerder in de wedstrijd met 2–0 achterstond. In de UEFA Cup–wedstrijd thuis tegen Atlético Madrid scoorde Ron Jans een van de drie Groningse doelpunten.
In de zomer van 1984 verhuisde Jans naar Roda JC. Bij Roda speelde hij drie seizoenen, waarna hij een seizoen in Japan speelde bij Mazda Sport, met keeper Dido Havenaar onder trainer Hans Ooft. Na terugkeer uit Japan speelde hij nog drie seizoenen bij Veendam. Het laatste doelpunt van de Veenkolonialen in de Eredivisie werd door Jans gemaakt. 

### Docent en coachopleiding
Tijdens zijn carrière als profvoetballer volgde Jans een opleiding aan de lerarenopleiding Ubbo Emmius in Groningen en Leeuwarden. Hij behaalde een bevoegdheid in Duits en Geschiedenis. Na zijn voetbalcarrière werd hij leraar Duits op een middelbare school (het Maartenscollege) in Haren. Het voetbal bleef echter trekken, en Jans ging de opleiding voor coach betaald voetbal volgen.

### Trainer en technisch manager
Tijdens zijn opleiding tot coach betaald voetbal trainde Jans drie amateurclubs, SJS uit Stadskanaal, ACV Assen en Achilles 1894. Met laatstgenoemde werd hij in 2000 algeheel amateurkampioen van Nederland. In 2001 werd hij assistent-trainer bij Emmen. Zijn doorbraak kwam in 2002. FC Groningen had na het seizoen 2000-01 afscheid genomen van clubicoon Jan van Dijk. Hij werd opgevolgd door Dwight Lodeweges, die echter na anderhalf seizoen in 2002 werd weggestuurd na een dramatische start van het seizoen 2002/03. Bij het zoeken van een opvolger kwam de club uiteindelijk uit bij Jans. Hoewel de oud-aanvaller nog weinig ervaring had werd hij toch aangetrokken als hoofdtrainer. Dat bleek een voor beide partijen gelukkige keuze.
Bij het aantreden van Jans speelt FC Groningen in de eredivisie, maar bungelt dan onderaan de ranglijst. In zijn eerste seizoen is handhaving de enige doelstelling. Jans slaagt er net in om zich met FC Groningen te handhaven. Wel zorgt zijn ploeg met een salonremise tegen PSV ervoor dat FC Zwolle, de jeugdliefde van Jans, tot de nacompetitie wordt veroordeeld. In zijn tweede seizoen is wederom handhaving de belangrijkste doelstelling, die doelstelling komt geen moment in gevaar.
Vanaf het seizoen 2004/05 wist Jans met Groningen de weg naar boven te vinden. In het laatste volledige seizoen in het Oosterpark werd Groningen twaalfde. Een seizoen later volgde de verhuizing naar de Euroborg wat tot een forse stimulans leidde. Groningen bereikte de play-offs voor de UEFA Cup waarin het de groepsfase op een haar miste. Sindsdien is de naam van Jans gevestigd.
Per 23 oktober 2008 was Jans de langstzittende trainer van FC Groningen. Op 11 november 2009 werd bekend dat het seizoen 2009/10 het laatste seizoen voor Jans bij FC Groningen zou zijn. Hij werd met ingang van het seizoen 2010/2011 coach bij sc Heerenveen. Bij de achterban van FC Groningen zorgde dat voor de nodige commotie. Jans blijft twee seizoenen trainer van de Friezen. Na het seizoen 2011/2012 nam hij afscheid van Heerenveen. Op 29 mei 2012 tekende Jans een contract bij het Belgische Standard Luik.
Na elf competitiewedstrijden werd hij op 22 oktober 2012 bedankt voor bewezen diensten bij Standard Luik. Hij was de eerste trainer die ontslagen werd in de Eerste klasse in 2012/13; hij wist 13 punten te behalen in 13 wedstrijden.
Op 18 maart 2013 werd bekend dat Jans de nieuwe trainer werd van PEC Zwolle voor het seizoen 2013/14. Jans tekende een contract voor twee jaar. Hij volgde Art Langeler op, die aan het einde van het seizoen 2012/13 vertrok. In zijn eerste seizoen met de club veroverde hij op 20 april 2014 de KNVB beker door Ajax met 5–1 te verslaan. Dit was de eerste grote prijs van de Zwolse club. Amper vier maanden later veroverde hij ook de Johan Cruijff Schaal door wederom Ajax te verslaan, nu werd het 1–0. Jans bleef vier seizoenen aan als trainer van PEC Zwolle. De KNVB maakte in maart 2017 bekend dat hij na afloop van het seizoen 2016/17 hoofddocent voor de cursus Coach Betaald Voetbal zou worden. Jans had twee maanden eerder al aangegeven bij PEC Zwolle dat het lopende seizoen zijn laatste was bij de club. In mei 2017 werd bekend dat Jans toch niet aan de slag zou gaan bij de KNVB, omdat de geplande samenwerking met Leon Vlemmings niet doorging.
Op 20 juni 2017 werd bekendgemaakt dat hij Peter Jeltema per 1 juli 2017 zou opvolgen als technisch manager van FC Groningen. In juni 2019 was Jans coach van het Noord-Nederlands voetbalelftal dat een semi-interland tegen Noord-Duitsland speelde.
Van augustus 2019 tot februari 2020 was Jans trainer van FC Cincinnati. Hij had daar een contract tot en met 31 december 2020. Per 18 februari 2020 stapte hij op in verband met een onderzoek naar vermeende racistische uitspraken in het gezelschap van  spelers. Jans tekende in juni 2020 een contract dat hem voor een jaar verbond aan FC Twente. In december 2020 werd zijn contract verlengd tot medio 2022. In januari 2022 werd zijn contract verlengd tot medio 2023. In februari 2023 werd bekend dat hij aan het einde van het seizoen zou vertrekken.
Op 6 september 2023 tekende Jans een contract tot medio 2025 bij FC Utrecht. Hij werd aangesteld als opvolger van de ontslagen Michael Silberbauer. Op het moment van zijn aanstelling stond de club uit de domstad na 4 wedstrijden nog puntloos onderaan. Op 12 november 2024 werd bekend dat Jans zijn contract heeft verlengd tot media 2026. FC Utrecht stond op dat moment op de tweede plaats in de Eredivisie.

## Clubstatistieken
| Seizoen | Club         | Land      | Competitie     | Duels | Goals |
| ------- | ------------ | --------- | -------------- | ----- | ----- |
| 1976/77 | PEC Zwolle   | Nederland | Eerste divisie | 7     | 1     |
| 1977/78 | PEC Zwolle   | Nederland | Eerste divisie | 31    | 14    |
| 1978/79 | PEC Zwolle   | Nederland | Eredivisie     | 31    | 4     |
| 1979/80 | PEC Zwolle   | Nederland | Eredivisie     | 24    | 3     |
| 1980/81 | PEC Zwolle   | Nederland | Eredivisie     | 33    | 11    |
| 1981/82 | PEC Zwolle   | Nederland | Eredivisie     | 29    | 12    |
| 1982/83 | FC Groningen | Nederland | Eredivisie     | 34    | 12    |
| 1983/84 | FC Groningen | Nederland | Eredivisie     | 29    | 4     |
| 1984/85 | Roda JC      | Nederland | Eredivisie     | 34    | 4     |
| 1985/86 | Roda JC      | Nederland | Eredivisie     | 31    | 2     |
| 1986/87 | Roda JC      | Nederland | Eredivisie     | 26    | 4     |
| 1987/88 | Mazda Sport  | Japan     | J-League       | 16    | 1     |
| 1988/89 | Veendam      | Nederland | Eredivisie     | 34    | 4     |
| 1989/90 | Veendam      | Nederland | Eerste divisie | 10    | 1     |
| 1990/91 | Veendam      | Nederland | Eerste divisie | 10    | 0     |
| Totaal  | Totaal       | Totaal    | Totaal         | 379   | 77    |

## Trainersstatistieken
| Seizoen(en)  | Club                             |
| ------------ | -------------------------------- |
| 1991 – 1993  | SJS                              |
| 1993 – 1996  | ACV                              |
| 1996 – 2001  | Achilles 1894                    |
| 2001 – 2002  | Emmen (assistent)                |
| 2002 – 2010  | FC Groningen                     |
| 2010 – 2012  | sc Heerenveen                    |
| 2012 – 2012  | Standard Luik                    |
| 2013 – 2017  | PEC Zwolle                       |
| 2017 – 2019  | FC Groningen (technisch manager) |
| 2019 – 2019  | Noord-Nederland (bondscoach)     |
| 2019 – 2020  | FC Cincinnati                    |
| 2020 – 2023  | FC Twente                        |
| 2023 – heden | FC Utrecht                       |

## Erelijst
| Competitie                           | Winnaar | Winnaar            | Runner-up | Runner-up |
| Competitie                           | Aantal  | Jaren              | Aantal    | Jaren     |
| ------------------------------------ | ------- | ------------------ | --------- | --------- |
| Nationaal                            |         |                    |           |           |
| Kampioen Zaterdag Hoofdklasse C      | 1x      | 1993/94            |           |           |
| Kampioen Zondag Hoofdklasse C        | 1x      | 1999/00            |           |           |
| Algeheel kampioen Zondag Hoofdklasse | 1x      | 1999/00            |           |           |
| Districtbeker Noord                  | 1x      | 1999/00            |           |           |
| ING Fair Play-prijs Eredivisie       | 1x      | Eredivisie 2010/11 |           |           |
| KNVB beker                           | 1x      | 2013/14            | 1x        | 2014/15   |
| Johan Cruijff Schaal                 | 1x      | 2014               |           |           |

Individueel
- In 2003 en 2006 verkozen tot Groninger van het Jaar